# Zaans Museum
Situé à Zaandam sur le site du Zaanse Schans, le Zaans Museum a été inauguré en 1998 dans le but de protéger et de conserver le patrimoine de la région du Zaan.

## Présentation
Le Zaans Museum est étroitement lié au Zaanse Schans, physiquement mais aussi à travers ses expositions. Son objectif est d'ajouter une dimension supplémentaire à la visite touristique du Zaanse Schans, en créant un lien entre l'image archétypique de la Hollande et l'histoire réelle de la région du Zaan.
Le musée abrite des collections historico-culturelles et régionales entièrement consacrées à la culture résidentielle et industrielle. En 2015, le musée a fait l'acquisition d'une peinture réalisé par l'impressionniste français Claude Monet pendant son séjour dans la région du Zaan (du 4 juin au 8 octobre 1871), intitulée Le Voorzaan et Westerhem.
En 2016, le Zaans Museum a ouvert, au Zaanse Schans, trois nouveaux sites qui font la part belle à l'histoire vivante : la Kuiperij (tonnellerie), la Jisperhuisje (maison qui montre la manière dont une famille vivait à l'époque) et la Wevershuis (maison du tisserand). Parmi les autres annexes du Zaans Museum, la Tsaar Peterhuisje est la maison du tsar Pierre Ier le Grand, située en plein centre de Zaandam.

## Collections
Le musée abrite des collections historico-culturelles et régionales. Elles sont basées sur la collection de la Vereniging tot Instandhouding en Uitbreiding der Zaanlandse Oudheidkundige Verzameling Jacob Honig Janszoon Junior (association pour le maintien et l'expansion de la collection archéologique de la région du Zaan Jacob Honig Janszoon Junior).
Le Zaans Museum détient deux collections partielles : culture résidentielle et culture industrielle. La collection consacrée à la culture résidentielle se décline dans des costumes régionaux, des meubles peints et des objets d'usage courant provenant d'habitations et d'entreprises de la région. La collection industrielle présente le patrimoine industriel récent de grandes entreprises de la région telles Verkade, Bruynzeel, Honig, Albert Heijn et Lassie.

## Sites et expositions

### Zaans Museum
L'exposition permanente du Zaans Museum comprend cinq expositions : 
- De Zaanstreek maakt het ("La région du Zaan en plein essor")
- Typisch Zaans ("Typique de la région du Zaan")
- Monet en het Zaanse Landschap ("Monet et le paysage du Zaan")
- Monumenten Spreken ("Les monuments parlent – La région du Zaan pendant la Seconde Guerre mondiale")
- Verkade Experience (depuis 2009)

#### De Zaanstreek maakt het

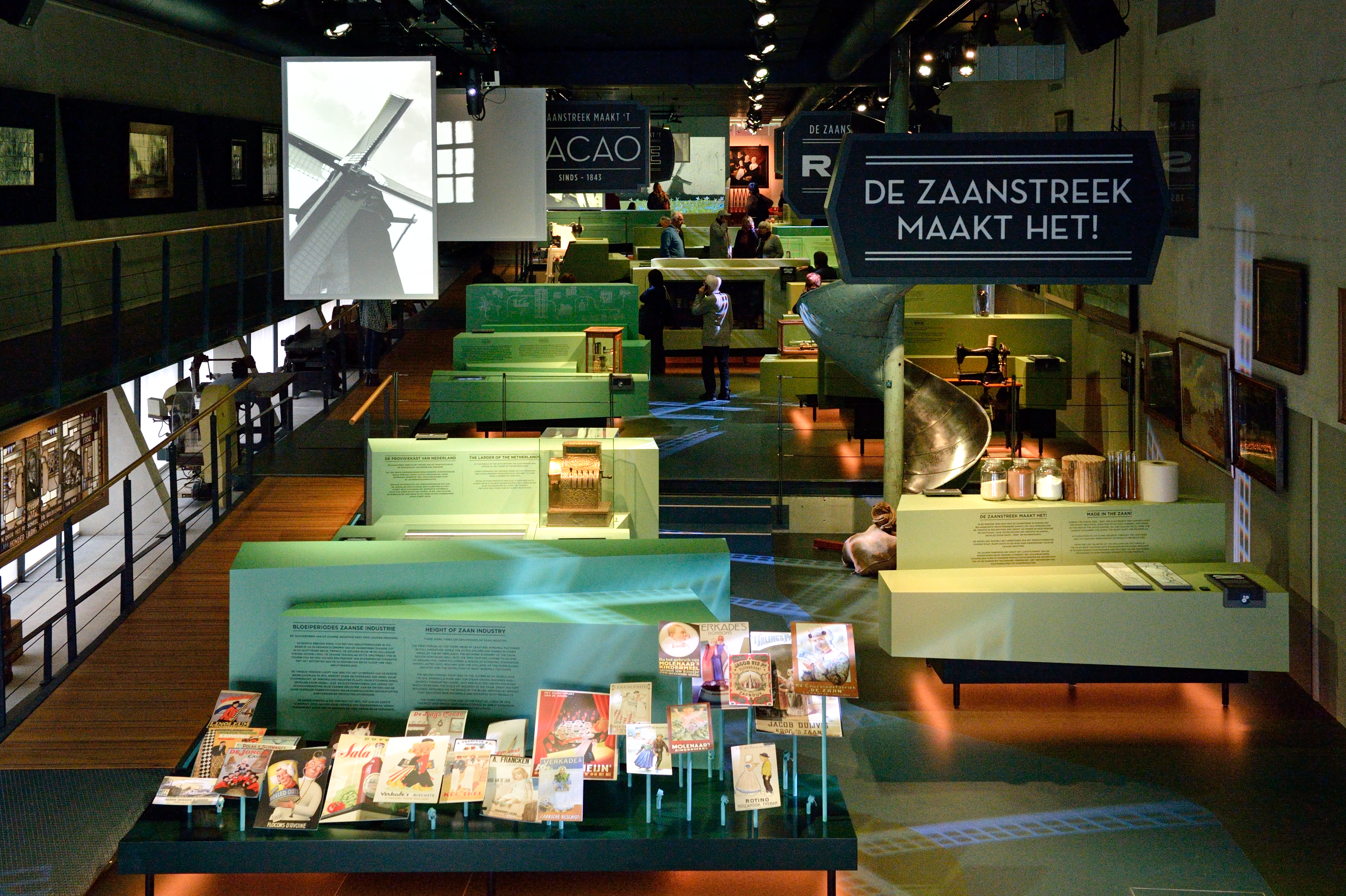
L'exposition De Zaanstreek maakt het

L'exposition permanente De Zaanstreek maakt het ("La région du Zaan en plein essor") raconte l'histoire de l'industrie dans la région du Zaan.
Aux XVIIe et XVIIIe siècles, la région du Zaan était réputée pour ses innombrables moulins et chantiers navals. Au XIXe siècle, la région du Zaan a changé d'apparence à la suite de l'apparition d'une multitude d'usines et fabriques sur les rives du Zaan. La construction du Canal de la Mer du Nord (1876), d'un port maritime, d'une écluse et de voies ferrées au début du XXe siècle a permis aux usines, fabriques et à l'industrie alimentaire de la région du Zaan de se développer entre 1918 et 1965 pour devenir l'un des secteurs les plus importants et les plus connus de l'industrie néerlandaise. La région du Zaan est également appelée « l'armoire à provisions des Pays-Bas ».

#### Verkade Experience
La collection présentée dans la Verkade Experience est formée par la collection d'entreprise de la famille Verkade. Cette collection comprend des photos, des présentoirs, des emballages, des affiches et trois chaînes de production – toujours en état de marche – de biscuits, bougies chauffe-plat et chocolats. Il y a également un trésor où sont présentés les originaux des aquarelles pour les albums de cartes illustrées de Verkade.

#### Monet en het Zaanse landschap

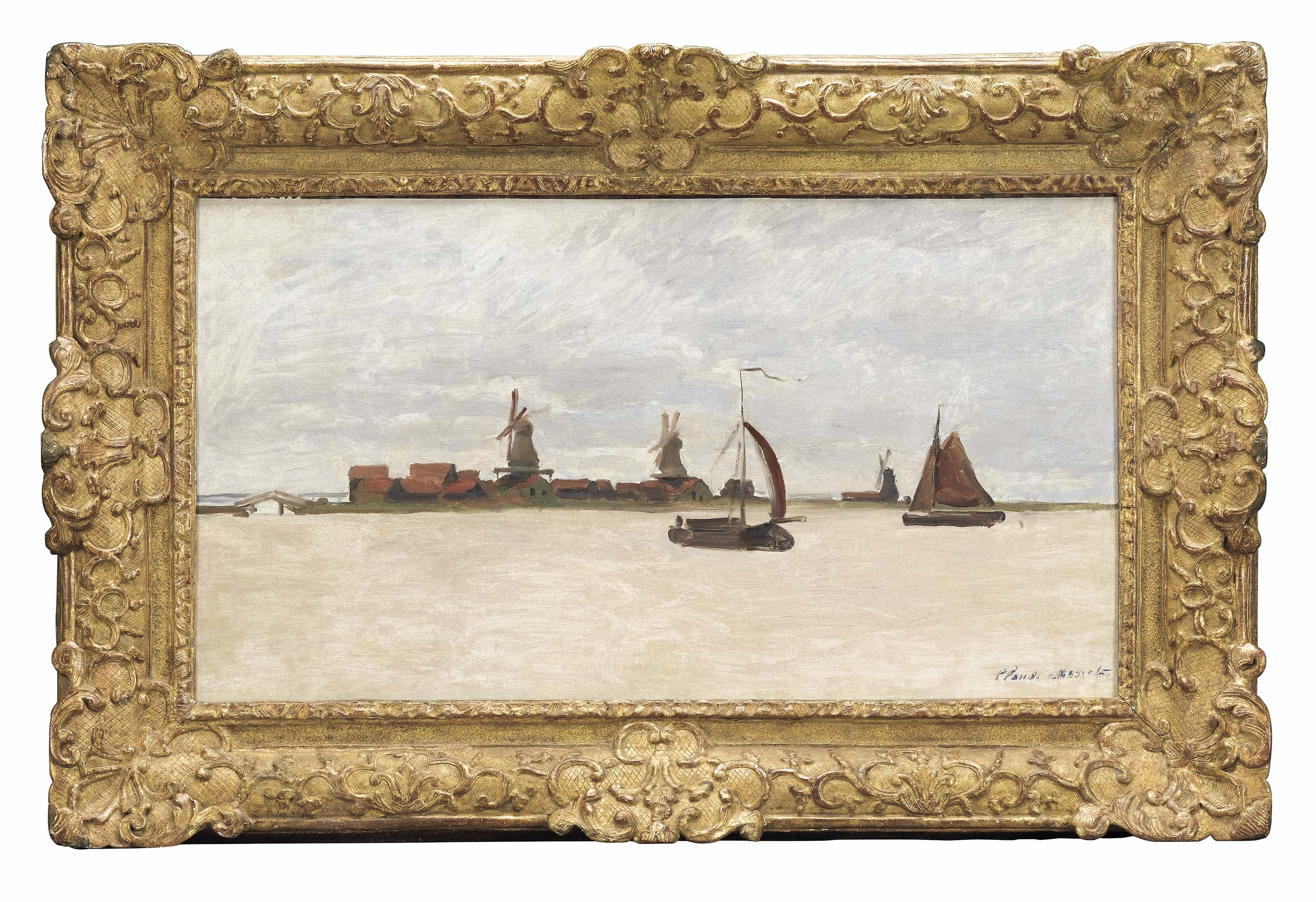
Claude Monet, De Voorzaan en de Westerhem, 1871 (collection Zaans Museum)

En 2015, le musée a fait l'acquisition d'une peinture réalisé par l'impressionniste français Claude Monet pendant son séjour dans la région du Zaan (du 4 juin au 8 octobre 1871), intitulée Le Voorzaan et Westerhem. Le tableau montre une vue sur le Voorzaan, le morceau de rivière situé au sud des écluses au centre de Zaandam. On y voit des bateaux naviguer devant l'île de Westerhem, où tournent les ailes des moulins à scier De Bakker, de Roode Leeuw et De Notenboom. Monet a peint trois versions de cette scène. Plus tard, cette série de tableaux a été considérée comme l'une des caractéristiques de l'impressionnisme, un style que Monet a expérimenté dans la région du Zaan. Et pour reprendre les propos tenus par Claude Monet auprès de son ami et collègue Camille Pissarro : « Zaandam est particulièrement remarquable, et on y trouve suffisamment d’inspiration pour peindre toute une vie durant. Des maisons de toutes les couleurs, des moulins par centaines et de ravissants bateaux. »
Dans le Zaans Museum, le tableau Le Voorzaan et Westerhem de Monet fait partie de la présentation consacrée au paysage du Zaan en tant que source d'inspiration pour les artistes. Dans le cadre d'une présentation interactive, les 25 peintures et 9 esquisses réalisées par Monet à Zaandam en 1871 peuvent être admirées en grandeur nature.
Le tableau a été repris dans l'exposition permanente de peintures et galerie de portraits des habitants du Zaan (il ne cadre pas vraiment avec cette catégorie mais occupe une place d'honneur à côté de cette présentation). La collection de portraits comprend des illustrations de membres de familles de la région du Zaan – qui ont connu le succès dans l'un des secteurs industriels typiques de cette région – de maires, de fabricants et d'artistes.
En outre, le musée possède également quelques pièces particulières réalisées par des habitants du Zaan, connus ou moins connus.

#### Typisch Zaans
L'exposition permanente Typisch Zaans ("Typique de la région du Zaan") montre une reconstruction d'une exposition datant de 1874, qui est à la base de la collection actuelle du Zaans Museum. Des historiens et collectionneurs locaux ont immortalisé l'histoire de la région du Zaan dans des livres et collections afin de préserver le patrimoine de cette région.
En août et septembre 1874, la mairie de Zaandam a accueilli la Tentoonstelling van Zaanlandsche Oudheden en Merkwaardigheden (Exposition d'antiquités et de curiosités de la région du Zaan). Une reconstruction moderne de cette exposition datant du XIXe siècle montre ce que les gens de cette époque considéraient comme typique de la région du Zaan.

#### Monumenten spreken
L'exposition Monumenten spreken ("Les monuments parlent") raconte l'histoire de la Seconde Guerre mondiale dans la région du Zaan. C'est l'histoire derrière les 28 monuments aux morts et monuments à la Résistance que compte la région du Zaan. Ces monuments commémorent des événements de la Seconde Guerre mondiale.
Dans le cadre de 28 mini-documentaires, des témoins de l'époque parlent de ces événements. Ces documentaires ont été réalisés par la fondation Stichting Monumenten Spreken.

### Zaanse Schans
Au Zaans Schans, le Zaans Museum est responsable de trois sites :
- la Wevershuis (maison du tisserand)
- la Kuiperij (tonnellerie)
- la Jisperhuisje (maison qui montre la manière dont une famille vivait à l'époque)

#### Wevershuis

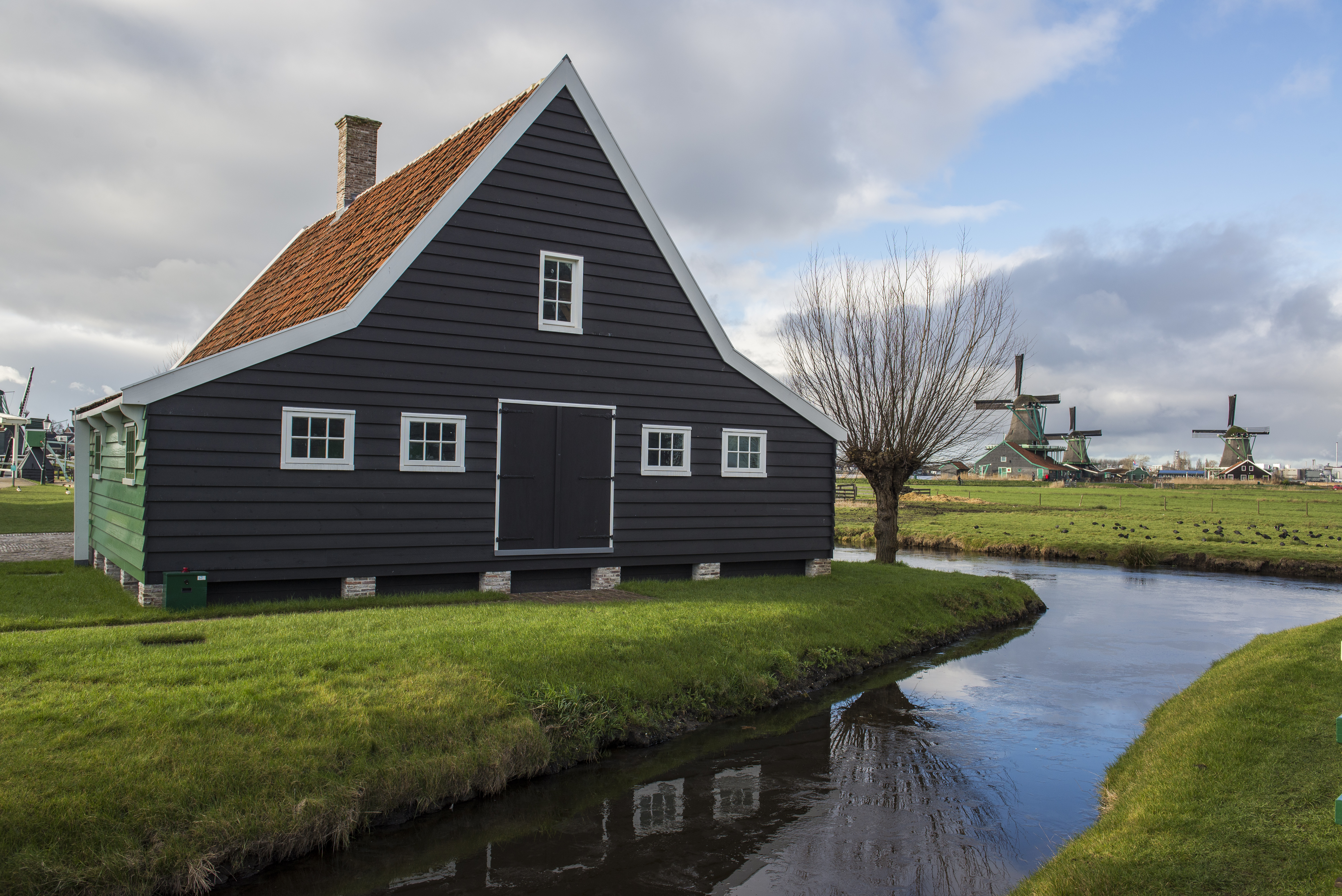
Wevershuis - Zaans Museum

Le tissage des toiles à voile au XIXe siècle occupe au Wevershuis une position centrale. Au XVIIIe siècle, cette maison hébergeait deux familles et cinq métiers à tisser. L'exposition actuelle montre les conditions de vie d'une famille avec deux métiers à tisser.
Jusqu'au début du XXe siècle, la Wevershuis a fait office d'atelier de tissage. La maison était à l'époque située dans la Dorpsstraat à Assendelft. En 2015, elle a déménagé au Zaanse Schans.

#### La Kuiperij
La Kuiperij estconsacrée au métier de tonnelier aux environs de 1960. L'intérieur provient de S.R. Tiemstra en Zonen, une tonnellerie et société de commerce de fûts située à Oostzanerwerf (Amsterdam-Nord). À son décès, le dernier tonnelier, Jaap Tiemstra, a fait don de sa tonnellerie et de l'ensemble de son mobilier au Zaans Museum.
Les fûts servaient d'emballage pour le beurre, le lait, le vinaigre, l'huile, le poisson, les fruits, les légumes, le genièvre, le rhum et toutes sortes de bières et de vins.

#### La Jisperhuisje
Dans la Jisperhuisje, une maison de pêcheur de Jisp, le Zaans Museum montre la vie d'une femme de pêcheur avant la révolution industrielle (vers le milieu du XIXe siècle). Les enfants et les adultes peuvent ici faire un bond en arrière dans le temps en enfilant des costumes traditionnels de la région du Zaan datant de cette époque. Cette maison est une reproduction ; l'original date de 1860 et peut être visitée au musée Zuiderzeemuseum à Enkhuizen.

### Honig Breethuis
Une partie de la collection du Zaans Museum est présentée au Honig Breethuis. L'intérieur du Honig Breethuis permet aux visiteurs de se faire une idée de la manière dont la famille d'un riche marchand de papier de la région du Zaan vivait aux environs de 1830. Le musée est situé sur le Lagedijk à Zaandijk.

### Tsaar Peterhuisje
La Tsaar Peterhuisje est la maison du tsar Pierre le Grand, située dans le centre de Zaandam, est l'une des plus anciennes maisons en bois des Pays-Bas. Cette petite maison d'ouvrier a été construite en 1632 avec du vieux bois de bateau. C'est dans cette maison que le tsar russe Pierre Ier le Grand a logé en 1697 lorsqu'il est venu apprendre le métier de charpentier de navires. Pour la protéger, une construction a été érigée autour en 1823. La construction en pierre actuelle date de 1895.
Bon nombre de personnalités, notamment des tsars russes, des souverains néerlandais et même Napoléon, ont honoré cette maison de leur visite. Les innombrables noms qui sont inscrits et gravés dans les fenêtres et parois en bois en sont les éternels souvenirs. La Tsaar Peterhuisje est une annexe du Zaans Museum.

## Bâtiment et emplacement
Depuis son inauguration, le Zaans Museum est établi dans un bâtiment de conception moderne de 16 500 m3, créé par l'architecte Cor van Hillo. Depuis le 11 mars 2009, une nouvelle aile a été ajoutée au musée : la Verkade Experience. C'est dans cette aile que la collection d'entreprise de la famille Verkade est présentée. Le Zaans Museum est situé au Zaanse Schans sur le Kalverpolder, une réserve naturelle placée sous la responsabilité du Staatsbosbeheer (organisation gouvernementale néerlandaise responsable des forêts et de la gestion des réserves naturelles).
En 2001, le musée a reçu une mention honorable lors de la remise annuelle du Prix du musée européen de l'année. Le jury a surtout fait l'éloge de l'architecture moderne et ouverte du bâtiment, de sa situation par rapport à la reconstruction historique du Zaanse Schans, de ses programmes éducatifs et de la présentation de sa collection permanente. L'éclairage dans la présentation a également remporté deux prix : l'Award of Merit de l'Edison Award 2000 et l'International Illumination Design Award 2001.

## Expositions futures et sites

### Old Holland
Une nouvelle introduction à l'exposition permanente, intitulée « Old Holland » et présentant la Hollande d'antan comme étant le principal motif des visites touristiques du Zaanse Schans, est actuellement en cours de préparation et devrait selon toute attente être ouverte en 2017/2018.

#### Hembrug Museum
Vers la mi-2016, le Hembrug Museum va être placé sous les auspices du Zaans Museum. Dans le courant de 2017, une partie de la collection va être exposée dans deux postes de transformation sur le site Hembrugterrein. Les bâtiments monumentaux, objets, photos, films et documents racontent l'histoire de l'ancien Artillerie Inrichtingen (établissement d'État des ateliers d'artillerie) et de l'Hembrugterrein en tant que centre militaire et logistique de la Ligne de défense d'Amsterdam, pendant des années l'un des principaux employeurs de Zaanstad.

#### Kunsthal Zaandam
En collaboration avec la commune de Zaanstad, le Zaans Museum développe un hall d'expositions dans le vieux centre-ville de Zaandam. Le contenu de ce hall d'expositions sera essentiellement axé sur les visiteurs internationaux, présentant des objets d'art typiquement néerlandais qui rendent justice à l'image archétypique de la « Hollande ».